# Columbia City (Oregon)
Columbia City – miasto w Stanach Zjednoczonych, w stanie Oregon, w hrabstwie Columbia.